# Авондејл (Аризона)
Авондејл (енгл. Avondale) град је у америчкој савезној држави Аризона. По попису становништва из 2010. у њему је живело 76.238 становника.

## Демографија
Према попису становништва из 2010. у граду је живело 76.238 становника, што је 40.355 (112,5%) становника више него 2000. године.
| Група             | 2000.          | 2010.          |
| Белци             | 15.959 (44,5%) | 25.958 (34,0%) |
| Афроамериканци    | 1.866 (5,2%)   | 7.102 (9,3%)   |
| Азијати           | 678 (1,9%)     | 2.684 (3,5%)   |
| Хиспаноамериканци | 16.589 (46,2%) | 38.340 (50,3%) |
| Укупно            | 35.883         | 76.238         |